# Госпитальная улица (Москва)
Госпита́льная у́лица — улица в центре Москвы в Басманном районе (нечётная сторона) и Лефортове (чётная сторона), расположена между Госпитальным мостом и Госпитальной площадью.

## Происхождение названия
Название XVIII века по старейшему в Москве медицинскому учреждению — «Военной гошпитали», основанной в 1707 году по указу Петра I на средства Монастырского приказа «для лечения болящих людей» (ныне здесь располагается Главный военный госпиталь им. Бурденко). Одновременно здесь была основана и Госпитальная школа для подготовки лекарей, главным образом военных.

## Описание
Госпитальная улица начинается от одноимённого моста между Головинской и Госпитальной набережными, продолжая Госпитальный переулок, и проходит на юго-восток между Лефортовским парком и Главным военным госпиталем имени Н. Н. Бурденко до Госпитальной площади, за которой переходит в Солдатскую улицу. На площадь выходит также Госпитальный Вал.

## Здания и сооружения
По нечётной стороне:
По чётной стороне:
- № 4 — Дом бесплатных квартир им А. Д. и Г. Д. Шелапутиных (1913—1914, архитектор И. Е. Бондаренко)
- № 6, 10, 14 — «Вдовьи дома» Братолюбивого общества имени М. Л. и Т. А. Королёвых и Мак-Гилл (1899—1902, архитектор И. П. Машков)[1]
- № 16 — Школьное здание (1933—1935, архитектор Д. Ф. Фридман), построено по типовому проекту, в отличие от других зданий — сохранилась первоначальная отделка фасадов[2]

## Транспорт
- До 1986 года по Госпитальной улице проходила трамвайная линия (маршруты № 43 и № 50), которую предполагалось ликвидировать на время строительства Третьего транспортного кольца. Власти Москвы неоднократно заявляли о планах восстановления трамвайного движения по маршруту от станции метро «Бауманская» до Госпитальной площади[3][4][5]
- По улице от Госпитальной площади до Госпитального переулка проходит маршрут автобуса № 440